# Ho Nam Wai
Ho Nam Wai (kinesiska: 何南慧), född 30 april 2002, är en hongkongsk simmare.

## Karriär
Vid olympiska sommarspelen 2020 i Tokyo var Ho en del av Hongkongs lag tillsammans med Tam Hoi Lam, Camille Cheng och Stephanie Au som slutade på 15:e plats i försöksheatet på 4×100 meter frisim och som inte kvalificerade sig för finalen.